# MINORI CHIHARA LIVE "SUMMER DREAM"
「MINORI CHIHARA LIVE "SUMMER DREAM"」（ミノリ チハラ ライブ サマー・ドリーム）は、茅原実里が2013年から2017年まで河口湖ステラシアターにて行った野外ライブの名称。本項目では、後身のライブ「SUMMER CHAMPION」（サマー・チャンピオン）についても記述する。

## SUMMER DREAM（2013年 - 2017年）

### 概要
2013年から2017年まで毎年8月に河口湖ステラシアターで開催された野外ライブ。2009年から2012年までは「SUMMER CAMP」のタイトルで野外ライブを行っており、2013年に茅原がエイベックス・プランニング&デベロップメント退所を機に「思い切って変えてみよう」との思いで改称が提案された。河口湖ステラシアターでの野外ライブは「SUMMER CAMP」時代から9年連続、通算20公演行っており、茅原が同所で最も多くライブ公演を行ったアーティストになっている。継続的に河口湖公演を行っている為、茅原にとって河口湖は第2の故郷であり、特別で大切な場所になっている。「SUMMER CAMP」とは異なり、映像化はされていない。
「ピーカン Vacation☆」、「危ないくらいに熱くなれ」などサマドリを意識して制作された楽曲が多数存在する。公開リハーサルが必ず行われ、旗曲の際には茅原、CMBメンバーが会場外に出てファンを盛り上げている。ゲネプロ後は毎年バーベキュー大会が行われている。コンサートラストでは毎年恒例で花火が打ち上げられフィナーレとなる。
富士急行線とのコラボレーション企画が毎年行われており、コンサート開催期間中、車内ポスター、ヘッドマークを茅原仕様にした特別仕様列車「SUMMER DREAM号」、「SUMMER CHAMPION号」を運行。車内アナウンス、河口湖駅構内アナウンスも茅原が担当。

### テーマ曲
2015年よりテーマ曲「SUMMER DREAM」が用いられており、同曲は7月15日に茅原の公式ブログ「Smile Days」、同日配信のインターネットラジオ『茅原実里のradio minorhythm』で解禁。作詞、作曲は茅原、編曲は藤田淳平が手掛けている。楽曲はカントリー調。陽気な気分で制作を行い、詞、曲の中に遊び心を詰め込んでいる。コンサートでファンと共に大空の下で大合唱を行うことを想定した曲。Cメロ部分「S・U・M・M・E・R」は人文字でパフォーマンスを行う。

### キャラクター
サマ鳥は「SUMMER DREAM」の為に制作されたマスコットキャラクター。SUMMER DREAM限定グッズとしてキーホルダーなどが制作された。2015年7月9日配信の茅原実里LINEスタンプ第二弾に登場。スタンプイラストは玖珂つかさが担当。サマドリ3、4では着ぐるみを制作し、公演中に登場。「SUMMER DREAM4」ではサマ鳥の彼女のサマドリ子が登場。サマ鳥、サマドリ子共に声は茅原が担当し、公演前の前説などを行った。

### 2013年
2013年4月24日に茅原の公式ブログ「Smile Days」で発表。ライブテーマは「ベースボール」。ステージセットは野球場をイメージし、掲示板、ピッチャーマウンド、ホームベースなどが制作された。中日ドラゴンズ私設応援団がオープニング、メンバー紹介などで太鼓、トランペット演奏で参加した。演出として室屋とトスバッティング、客席へ水鉄砲発射を行った。7回裏のファンファーレ演出後にジェット風船をファンと共に飛ばした。8月4日公演で2013年12月23日に両国国技館で開催された『Minori Chihara Xmas Party 2013』を発表した。
企画として「SUMMER DREAM ジャンボ宝くじ大会」が行われた。タイトルの「SUMMER DREAM」から宝くじを連想し考案された。各日、抽選で8名が選出され、ステージ上に観客を招き、旗曲の「Best mark smile」、「Lush march!!」をファンと共に旗を振った。
茅原に歌って欲しいアニメソングを募集し、スペシャルコーナーとしてアニソンカバーコーナーを行い、8月3日にLiaの「鳥の詩」、水樹奈々の「ETERNAL BLAZE」、8月4日に中川翔子の「空色デイズ」、fripSideの「only my railgun」を歌唱した。
CMB
Bass：山本直哉
Guitar：鍋嶋圭一、馬場一人
Drums：髭白健
Keyboards：寺田志保
Violin：室屋光一郎
セットリスト
| #   | タイトル                                                                          | 作詞 | 作曲・編曲 |
| --- | --------------------------------------------------------------------------------- | ---- | ---------- |
| 1.  | 「HYPER NEW WORLD」                                                               |      |            |
| 2.  | 「SELF PRODUCER」                                                                 |      |            |
| 3.  | 「KEY FOR LIFE」                                                                  |      |            |
| 4.  | 「灼熱PARADISE」                                                                  |      |            |
| 5.  | 「Best mark smile（8月3日）」 「Lush march!!（8月4日）」                          |      |            |
| 6.  | 「鳥の詩（8月3日）」 「空色デイズ（8月4日）」                                     |      |            |
| 7.  | 「ETERNAL BLAZE（8月3日）」 「only my railgun（8月4日）」                         |      |            |
| 8.  | 「この世界は僕らを待っていた」                                                    |      |            |
| 9.  | 「raison pour la saison（8月3日）」 「孤独の結晶（8月4日）」                      |      |            |
| 10. | 「光（8月3日）」 「Fragment 〜Shooting star of the origin〜（8月4日）」           |      |            |
| 11. | 「ひとりにひとつの永遠」                                                          |      |            |
| 12. | 「Voyager train」                                                                 |      |            |
| 13. | 「CRADLE OVER」                                                                   |      |            |
| 14. | 「ZONE//ALONE」                                                                   |      |            |
| 15. | 「Paradise Lost」                                                                 |      |            |
| 16. | 「TERMINATED」                                                                    |      |            |
| 17. | 「Sunshine flower」                                                               |      |            |
| 18. | 「逢いに行きたい」(ENCORE)                                                        |      |            |
| 19. | 「アイノウタ（8月3日）」(ENCORE) 「purest note 〜あたたかい音（8月4日）」(ENCORE) |      |            |
| 20. | 「Freedom Dreamer」(ENCORE)                                                       |      |            |
| 21. | 「純白サンクチュアリィ」(W-ENCORE)                                                |      |            |

### 2014年
2014年5月16日に行われた「茅原実里 重大発表会見」で開催を発表。ライブテーマは設けず、原点に立ち返り純粋に野外ライブを楽しむ事を意識してライブ制作が行われた。
「向かい風に打たれながら」がテレビアニメ『RAIL WARS!』の主題歌に起用された事から、スペシャルコーナーとして鉄道にまつわる楽曲をカバーする「トレインコーナー」を行い、8月2日は「なごり雪」、THE BLUE HEARTSの「TRAIN-TRAIN」、8月3日は狩人の「あずさ2号」、ZOOの「Choo Choo TRAIN」をカバー。
8月3日公演で、『Minori Chihara Live Tour 2014 〜NEO FANTASIA〜 LIVE Blu-ray/DVD』の発売、TOKYO FMでの新ラジオ番組『茅原実里 SANCTUARY』開始を発表。
CMB
Drums：髭白健
Guitar：山本陽介、馬場一人
Bass：坂本尭之
Keyboards：藤田淳平
Violin：室屋光一郎
セットリスト
| #   | タイトル                                                                           | 作詞 | 作曲・編曲 |
| --- | ---------------------------------------------------------------------------------- | ---- | ---------- |
| 1.  | 「ピーカンVACATION☆」                                                              |      |            |
| 2.  | 「詩人の旅」                                                                       |      |            |
| 3.  | 「雨上がりの花よ咲け」                                                             |      |            |
| 4.  | 「夏を忘れたら（8月2日）」 「tea for two（8月3日）」                               |      |            |
| 5.  | 「FLAGSHIP FANFARE」                                                               |      |            |
| 6.  | 「なごり雪（8月2日）」 「あずさ2号（8月3日）」                                     |      |            |
| 7.  | 「TRAIN-TRAIN（8月2日）」 「Choo Choo TRAIN（8月3日）」                            |      |            |
| 8.  | 「Borderless Journey」                                                             |      |            |
| 9.  | 「Voyager train」                                                                  |      |            |
| 10. | 「Last Arden」                                                                     |      |            |
| 11. | 「純白サンクチュアリィ」                                                           |      |            |
| 12. | 「向かい風に打たれながら」                                                         |      |            |
| 13. | 「赤い棘のギルティ」                                                               |      |            |
| 14. | 「NO LINE（8月2日）」 「愛とナイフ（8月3日）」                                     |      |            |
| 15. | 「書きかけのDestiny」                                                              |      |            |
| 16. | 「Freedom Dreamer」                                                                |      |            |
| 17. | 「そのとき僕は髪飾りを買う」(ENCORE)                                               |      |            |
| 18. | 「Contact 13th（8月2日）」(ENCORE) 「蒼い孤島（8月3日）」(ENCORE)                  |      |            |
| 19. | 「Sunshine flower」(ENCORE)                                                        |      |            |
| 20. | 「Peace of mind〜人魚のささやき（8月2日）」(W-ENCORE) 「花束（8月3日）」(W-ENCORE) |      |            |

### 2015年
2015年3月23日放送の『茅原実里 SANCTUARY』で発表。臨時電車「快速SUMMER DREAM」車内で『茅原実里 SANCTUARY』の車内限定番組「SANCTUARY in 富士急行線」を配信。8月2日公演で『Minori Chihara 10th Anniversary Live 〜SANCTUARY〜 LIVE Blu-ray/DVD』、23rdシングル「恋」の発売を発表。
スペシャルロックコーナーとして、8月1日に「青空のナミダ」、「God knows...」、「Planet patrol(ロックVer.)」、8月2日に「1/3の純情な感情」、「Lost my music」、「SUMMER CARNIVAL 〜みのりんサンバ〜」を歌唱。
CMB
Keyboards：須藤賢一
Drums：岩田ガンタ康彦
Guitar：山本陽介、馬場一人
Bass：三宅博文
Violin：室屋光一郎
セットリスト
| #   | タイトル                                                                                             | 作詞 | 作曲・編曲 |
| --- | --- | ---- | ---------- |
| 1.  | 「危ないくらいに熱くなれ」                                                                           |      |            |
| 2.  | 「向かい風に打たれながら」                                                                           |      |            |
| 3.  | 「Paradise Lost」                                                                                    |      |            |
| 4.  | 「青空のナミダ（8月1日）」 「1/3の純情な感情（8月2日）」                                             |      |            |
| 5.  | 「God knows...（8月1日）」 「Lost my music（8月2日）」                                               |      |            |
| 6.  | 「Planet patrol（8月1日）」(ロックVer.) 「SUMMER CARNIVAL 〜みのりんサンバ〜（8月2日）」(ロックVer.) |      |            |
| 7.  | 「ピエロ」                                                                                           |      |            |
| 8.  | 「Prism in the name of hope（8月1日）」 「KEY FOR LIFE（8月2日）」                                   |      |            |
| 9.  | 「ありがとう、だいすき」                                                                             |      |            |
| 10. | 「凛の花」                                                                                           |      |            |
| 11. | 「会いたかった空」                                                                                   |      |            |
| 12. | 「NEO FANTASIA」                                                                                     |      |            |
| 13. | 「TERMINATED」                                                                                       |      |            |
| 14. | 「Lush march!!」                                                                                     |      |            |
| 15. | 「ミラクルバング!」                                                                                  |      |            |
| 16. | 「Sunshine flower」                                                                                  |      |            |
| 17. | 「Freedom Dreamer」                                                                                  |      |            |
| 18. | 「生まれる明日のメロディ（8月1日）」(ENCORE) 「ステラステージ（8月2日）」(ENCORE)                    |      |            |
| 19. | 「純白サンクチュアリィ」(ENCORE)                                                                     |      |            |
| 20. | 「SUMMER DREAM」(ENCORE)                                                                             |      |            |
| 21. | 「夢のmirage（8月1日）」(W-ENCORE) 「夏色華日（8月2日）」(W-ENCORE)                                  |      |            |

### 2016年
2016年4月25日にニコニコ生放送で放送された『茅原実里 ニコ生特番!ライブツアー2016前夜祭〜Innocent Night〜』で発表。河口湖のコンサートでは初のCMDが参加、室屋光一郎が不参加。テーマは、6月18日から7月18日まで開催された『Minori Chihara Live Tour 2016 〜Innocent Age〜』の打ち上げ。
CMB
Keyboards：須藤賢一
Guitar：山本陽介、馬場一人
Drums：岩田ガンタ康彦
Bass：二家本亮介
CMD
笹部佳那、井田彩花、ユカリ、モエ
セットリスト
| #   | タイトル                                                                                        | 作詞 | 作曲・編曲 |
| --- | ----------------------------------------------------------------------------------------------- | ---- | ---------- |
| 1.  | 「FLAGSHIP FANFARE」                                                                            |      |            |
| 2.  | 「灼熱PARADISE」                                                                                |      |            |
| 3.  | 「SELF PRODUCER」                                                                               |      |            |
| 4.  | 「Love Medicine*（8月6日）」 「Secret Season 〜桜色の恋人〜（8月7日）」                         |      |            |
| 5.  | 「KEY FOR LIFE」                                                                                |      |            |
| 6.  | 「愛なんだ（8月6日）」(アコースティックVer.) 「ハレ晴レユカイ（8月7日）」(アコースティックVer.) |      |            |
| 7.  | 「あ〜よかった（8月6日）」(アコースティックVer.) 「涙そうそう（8月7日）」(アコースティックVer.) |      |            |
| 8.  | 「Perfect energy」                                                                              |      |            |
| 9.  | 「Falling heaven's now」                                                                        |      |            |
| 10. | 「純白サンクチュアリィ」                                                                        |      |            |
| 11. | 「Love Blossom」                                                                                |      |            |
| 12. | 「Dancin' 世界がこわれても」                                                                    |      |            |
| 13. | 「春風千里」                                                                                    |      |            |
| 14. | 「赤い棘のギルティ」                                                                            |      |            |
| 15. | 「purest note〜あたたかい音」                                                                   |      |            |
| 16. | 「Freedom Dreamer」                                                                             |      |            |
| 17. | 「Tomorrow's chance（8月6日）」(ENCORE) 「Voyager train（8月7日）」(ENCORE)                     |      |            |
| 18. | 「Sunshine flower」(ENCORE)                                                                     |      |            |
| 19. | 「Joyful Flower」(ENCORE)                                                                       |      |            |
| 20. | 「SUMMER DREAM」(W-ENCORE)                                                                      |      |            |

### 2017年
5月21日に豊洲PITで開催された『Minori Chihara Live Tour 2017 〜Take The Offensive〜』の追加公演で発表。各日ライブタイトルが異なり、8月4日はアコースティックライブ「STELLA STAGE 98!!」、5日は「FIRE STAGE 99!!」、6日は「ANNIVERSARY STAGE 100!!!」であり、6日の公演で茅原がランティスで歌手活動再開後の2007年11月18日に原宿アストロホールで開催した『i melody 〜Minori Chihara Birthday Live 2007〜』から数え、単独コンサート通算100公演目となった。
テーマは「夏の欲張り女王」、また5日公演は「POWER OF SMILE」をテーマとした。告知ポスターなどの撮影は6月5日に相模湖で行った。
「STELLA STAGE 98!!」のアンコール曲「一等星」で弾き語りを行った。2コーラス目からはCMBも演奏に加わった。「ANNIVERSARY STAGE 100!!!」では過去2日間に登場しなかったバックダンサー「CMD」が出演した他、11月18日ニッショーホールでの『茅原実里のradio minorhythm』10周年記念公開録音、12月1日Zepp Tokyoでの『Act Against AIDS 2017「アニソン AAA Vol.6〜JAM Projectとゆかいな仲間たち〜」in Zepp Tokyo』への出演、12月27日の舞浜アンフィシアターでのコンサート『Minori Chihara Live 2017 〜弦四重奏の調べ〜』、『Minori Chihara Live 2017 〜BOUNENKAI〜』開催、セルフカバーアルバム『Minori with Strings Quartet 〜弦楽四重奏の調べ〜』の発売を発表。
CMB
Keyboards：須藤賢一
Guitar：山本陽介、馬場一人
Bass：岩切信一郎
Drums：岩田ガン太康彦
Violin：室屋光一郎
Manipulator：hana
CMD
笹部佳那（サカナ）
井田彩花（アヤカ）
紫～yukari～（ユカリ）
松島蘭（ラン）
セットリスト
| #   | タイトル                                  | 作詞 | 作曲・編曲 |
| --- | ----------------------------------------- | ---- | ---------- |
| 1.  | 「Tomorrow's chance」                     |      |            |
| 2.  | 「Perfect energy」                        |      |            |
| 3.  | 「赤い棘のギルティ」                      |      |            |
| 4.  | 「Say you?」                              |      |            |
| 5.  | 「そのとき僕は髪飾りを買う」              |      |            |
| 6.  | 「あなたの好きなわたしで」                |      |            |
| 7.  | 「夢のmirage」                            |      |            |
| 8.  | 「1st STORY」                             |      |            |
| 9.  | 「ふたり」                                |      |            |
| 10. | 「夏色華日」                              |      |            |
| 11. | 「ひとひらの願い」                        |      |            |
| 12. | 「純白サンクチュアリィ」                  |      |            |
| 13. | 「Contact 13th」                          |      |            |
| 14. | 「一等星」(ENCORE)                        |      |            |
| 15. | 「Peace of mind〜人魚のささやき」(ENCORE) |      |            |
| 16. | 「ステラステージ」(W-ENCORE)              |      |            |

| #   | タイトル                                                                               | 作詞 | 作曲・編曲 |
| --- | -------------------------------------------------------------------------------------- | ---- | ---------- |
| 1.  | 「Freedom Dreamer」                                                                    |      |            |
| 2.  | 「TREASURE WORLD（8月5日）」 「KEY FOR LIFE（8月6日）」                                |      |            |
| 3.  | 「prism in the name of hope」                                                          |      |            |
| 4.  | 「恋」                                                                                 |      |            |
| 5.  | 「夏を忘れたら」                                                                       |      |            |
| 6.  | 「ピーカン VACATION☆」                                                                 |      |            |
| 7.  | 「灼熱PARADISE」                                                                       |      |            |
| 8.  | 「NEO FANTASIA」                                                                       |      |            |
| 9.  | 「Dears〜ゆるやかな奇跡〜」                                                            |      |            |
| 10. | 「会いたかった空」                                                                     |      |            |
| 11. | 「Awakwning the World」                                                                |      |            |
| 12. | 「雨上がりの花よ咲け」                                                                 |      |            |
| 13. | 「Dancin' 世界がこわれても（8月5日）」 「TREASURE WORLD（8月6日）」                    |      |            |
| 14. | 「ミラクルバング!（8月5日）」 「SELF PRODUCER（8月6日）」                              |      |            |
| 15. | 「Lush march!!（8月5日）」 「Best mark smile（8月6日）」                               |      |            |
| 16. | 「Sunshine flower」                                                                    |      |            |
| 17. | 「純白サンクチュアリィ（8月5日）」(ENCORE) 「everlasting...（8月6日）」(ENCORE)        |      |            |
| 18. | 「花束（8月5日）」(ENCORE) 「Contact 13th（8月6日）」(ENCORE)                          |      |            |
| 19. | 「purest note〜あたたかい音（8月5日）」(ENCORE) 「HYPER NEW WORLD（8月6日）」(ENCORE)  |      |            |
| 20. | 「Tomorrow's chance（8月5日）」(W-ENCORE) 「純白サンクチュアリィ（8月6日）」(W-ENCORE) |      |            |

## SUMMER CHAMPION（2018年 - 2021年）

### 2018年
2018年4月7日に出雲大社東神苑で開催された『茅原実里 出雲大社御奉納公演 〜一期一会〜』で発表。河口湖ステラシアターでのライブは2009年開催の『Minori Chihara Live 2009 "SUMMER CAMP"』から10年連続であり、公演名は「10という数字をコンサート名に刻みたい」「夏のチャンピオンは世界中で自分しかいない」という思いを込めたものとなっている。
河口湖ライブ10周年を記念して、「purest note 〜あたたかい音」の新PVを制作した。5月11日から6月4日まで演奏曲のリクエスト企画を行った。7月14日から8月5日まで河口湖ショッピングセンター ベルで垂れ幕を掲示、写真展を行った。8月4日に10周年記念植樹式を行った。8月3日から6日までギャラリー&カフェ クルール、しゃぶしゃぶ はやしなど、河口湖町地域店舗とのタイアップ企画を開催。
2019年1月20日から開催予定の『Minori Chihara Live Tour 2019 〜SPIRAL〜』を発表。
CMB
Keyboards：須藤賢一
Guitar：山本陽介、馬場一人
Drums：岩田ガンタ康彦
Bass：岩切信一郎
Violin：室屋光一郎
セットリスト
| #   | タイトル | 作詞 | 作曲・編曲 |
| --- | --- | ---- | ---------- |
| 1.  | 「Tomorrow's chance」                                                                                                |      |            |
| 2.  | 「FOOL THE WORLD（8月4日）」 「君がくれたあの日（8月5日）」                                                          |      |            |
| 3.  | 「too late? not late...」                                                                                            |      |            |
| 4.  | 「この世界は僕らを待っていた」                                                                                       |      |            |
| 5.  | 「HEROINEメドレー」(NAKED HEART～jelly beans～マリオネット)                                                          |      |            |
| 6.  | 「Fairy Tune」 |      |            |
| 7.  | 「Lush march!!」 |      |            |
| 8.  | 「animand〜agitato」                                                                                                 |      |            |
| 9.  | 「孤独の結晶（8月4日）」 「不確定性原理（8月5日）」                                                                  |      |            |
| 10. | 「Remained dream」                                                                                                   |      |            |
| 11. | 「Sandglass 〜記憶の粒子」                                                                                           |      |            |
| 12. | 「Hopeful "SOUL"」                                                                                                   |      |            |
| 13. | 「Flame」 |      |            |
| 14. | 「Pradise Lost（8月4日）」 「TERMINATED（8月5日）」                                                                  |      |            |
| 15. | 「Sunshine flower（8月4日）」 「Freedom Dreamer（8月5日）」                                                          |      |            |
| 16. | 「透明パークにて」(ENCORE)                                                                                           |      |            |
| 17. | 「純白サンクチュアリィ」(ENCORE)                                                                                     |      |            |
| 18. | 「夢幻SPIRAL」(ENCORE)                                                                                               |      |            |
| 19. | 「河口湖サマーライブソングメドレー」(みのりん音頭～みのりん☆サーフィン～SUMMER CARNIVAL〜みのりんサンバ〜）（ENCORE) |      |            |
| 20. | 「purest note 〜あたたかい音」(W-ENCORE)                                                                             |      |            |

### 2019年
2019年1月20日に開催された『Minori Chihara Live Tour 2019 〜SPIRAL〜』八王子公演で開催を発表。ライブコンセプトを「上昇感」とした。また、開演直前には京都アニメーション放火殺人事件への黙祷も行われた。企画コーナーとして8曲目から11曲目にスタッフやバンドメンバーからリクエストされた楽曲を披露した。
CMB
Keyboards：須藤賢一
Guitar：馬場一人
Drums：岩田ガンタ康彦
Bass：岩切信一郎
Violin：室屋光一郎
セットリスト
| #   | タイトル                                                                      | 作詞 | 作曲・編曲 |
| --- | ----------------------------------------------------------------------------- | ---- | ---------- |
| 1.  | 「美歌爛漫ノ宴ニテ（8月3日）」 「Sunshine flower（8月4日）」                  |      |            |
| 2.  | 「HYPER NEW WORLD」                                                           |      |            |
| 3.  | 「NEO FANTASIA」                                                              |      |            |
| 4.  | 「恋」                                                                        |      |            |
| 5.  | 「会いたかった空」                                                            |      |            |
| 6.  | 「言の葉」                                                                    |      |            |
| 7.  | 「夏を忘れたら」                                                              |      |            |
| 8.  | 「この世界のモノでこの世界の者でない（8月3日）」 「Celestial Diva（8月4日）」 |      |            |
| 9.  | 「雨音のベール（8月3日）」 「一等星（8月4日）」                               |      |            |
| 10. | 「Contact 13th（8月3日）」 「Happy Kaleidoscope（8月4日）」                   |      |            |
| 11. | 「憧れは流星のように（8月3日）」 「Say you?（8月4日）」                       |      |            |
| 12. | 「アイアイ愛してるよ♡」                                                       |      |            |
| 13. | 「君がくれたあの日」                                                          |      |            |
| 14. | 「蒼い孤島」                                                                  |      |            |
| 15. | 「Final Moratorium」                                                          |      |            |
| 16. | 「Paradise Lost」                                                             |      |            |
| 17. | 「Sunshine Flower（8月3日）」 「Freedom Dreamer（8月4日）」                   |      |            |
| 18. | 「エイミー」(ENCORE)                                                          |      |            |
| 19. | 「アイノウタ」(ENCORE)                                                        |      |            |
| 20. | 「Freedom Dreamer（8月3日）」 「美歌爛漫ノ宴ニテ（8月4日）」(ENCORE)          |      |            |

### 2020年
2019年11月18日開催の15周年記念ライブ「15th Anniversary Minori Chihara Birthday Live～Everybody Jump!!～」にてデビュー15周年企画の一環として開催を発表。当初は2020年8月1日・2日開催予定としていたが、2019新型コロナウイルスに伴い6月10日に中止決定の後6月30日にイープラス「Streaming+」システムを用いて配信を行う有料無観客公演として8月1日の再開催を発表、ライブ配信後は8月9日までアーカイブ配信を行った。ライブコンセプトは河口湖ライブ通算開催年数の「12」を繰り返して発想した「自由に」となりイメージビジュアル写真はグラフィティアートをバックにしたものとなった。
無観客開催にあたり、当初は東京都内からの配信も検討されたもののこれまでの河口湖での開催実績や地元支援を鑑み翌年以降の通常開催を見据えて河口湖ステラシアターでの開催継続となった。
開催前にはTwitterにてハッシュタグ「#サマチャン制作宣伝部」を用いライブ演出のアイデアや河口湖野外ライブの思い出や魅力のメッセージを募集した。
ライブ本編では4曲目から5曲目にキャラクターソング企画を行い、6曲目から8曲目にかけてはスペシャルコーナーとしてステージ裏の芝生にてアコースティック歌唱を行った。また15曲目の前には同年5月の不倫報道についての謝罪を行い、かつて不倫関係にあった室屋光一郎とライブでの共演を今後行わない事が明言された。
ライブ終了後にはニコニコチャンネル「茅原実里のホントにっ!?」にて「【茅原実里】SUMMER CHAMPION 2020 ニコ生オンライン打ち上げ 〜12年目の夏に乾杯〜」を配信し終演直後の楽屋からマネージャー宍戸菜穂をインタビュアーとしてライブ後の感想トークを展開した。9月11日には、ランティスYoutubeチャンネルにてダイジェスト映像が公開された。
CMB
Keyboards：須藤賢一
Guitar：馬場一人
Bass：岩切信一郎
Drums：岩田ガンタ康彦
セットリスト
| #   | タイトル                      | 作詞 | 作曲・編曲 |
| --- | ----------------------------- | ---- | ---------- |
| 1.  | 「Freedom Dreamer」           |      |            |
| 2.  | 「Sunshine Flower」           |      |            |
| 3.  | 「Lush march!!」              |      |            |
| 4.  | 「過度の期待にご用心。」      |      |            |
| 5.  | 「雪、無音、窓辺にて。」      |      |            |
| 6.  | 「Plumeria」                  |      |            |
| 7.  | 「夏色華日」                  |      |            |
| 8.  | 「ステラステージ」            |      |            |
| 9.  | 「エイミー」                  |      |            |
| 10. | 「境界の彼方」                |      |            |
| 11. | 「Tomorrow's chance」         |      |            |
| 12. | 「声もなく始まる世界」        |      |            |
| 13. | 「TERMINATED」                |      |            |
| 14. | 「Paradise Lost」             |      |            |
| 15. | 「sing for you」              |      |            |
| 16. | 「純白サンクチュアリィ」      |      |            |
| 17. | 「purest note～あたたかい音」 |      |            |
| 18. | 「美歌爛漫ノ宴ニテ」          |      |            |

スタッフ
- Sound Producer：斉藤秀（Heart Company）
- Manipuletor：大場映岳 -hana-（SLOTH MUSIC）
- Stage Director：三上修司（PARKLIFE）
- Stage Manager：藤井翔大・樋口夏美（PARKLIFE）
- Sound Engineer：濱田裕史・井上由希・下窪遥（HIGHWAY STAR）、藤田剣次・藤戸伸輝（MSI JAPAN）
- Lighting Engineer：下釜友明（HIGH BRIDGE）、蔦野華子（M-tech Style）、野村賢・阿部常充・飯田達也・後藤ひかる・渕上敏幸・中川佳苗（The Rock）
- Instrument Techinician：吉田光範・若狭翔太・神山新大（SOUND CREW）
- Mixing Engeneer：淺野浩信（Redefine）
- Live Recording Engineer：青木有希也・辻明日花・大平真子（SCI）、斉藤祐司郎
- Transport：田野智昭・高嶋義之・関口尚道（SUN PLANT）
- Photographer：草刈雅之
- Live Promoter：安部寛世・谷田壮馬・権田悠以奈（HOT STUFF PROMOTION）、八田俊弥（APOLLO BROTHERS）
- Production：サマチャン制作宣伝部
- Live Director & Manager：小島章史・村田愼二・及川淳一（BANDAI NAMCO Live Creative）
- Desk：細川裕加（BANDAI NAMCO Live Creative）
- Movie Producer：JAMBOi（Kanamedo）
- Production Manager：石川果昴・野村奈央（Kanamedo）
- Movie Director：山盛博隆（AOKI Studio)
- Techincal Producer：諏訪重浩（AOKI Studio)
- Scripter：立川亜莉沙
- Director of Photography：中川敦夫（BURABOU）
- Camera：丹野優一・藤井遼・高島宏奈（BURABOU）、大沼旭、山岸良兼
- Video Engineer：矢野伴治（BURABOU）
- Camera Assistant：岡部緩奈（BURABOU）
- Live Distribution System Management：島川剛
- Fan Club Staff：黒瀬和太塁・柊崎雄太（ROM SHARING）
- Artist Management：宍戸菜保・松崎百合子（HORIPRO INTERNATIONAL）
- Chief Managemant：金成雄文（HORIPRO INTERNATIONAL）
- Hair & Make-up：清水恵美子（maroonbrand）
- Designer：姫野恭央（ROCKET LIGHTS）
- Photographer：後藤倫人
- Web Director：栗原幸祐（WASIKI）
- Merchandise Producer：小島冬樹・清水博之（BANDAI NAMCO Arts）
- Merchandise Coordinator：山本恵美（BANDAI NAMCO Arts）
- Promotion：青木由美菜、サマチャン制作宣伝部
- A&R：手塚祐貴・笹原崇寛（BANDAI NAMCO Arts）
- Producer：鈴木めぐみ（BANDAI NAMCO Arts）
- Executive Producer：櫻井優香（BANDAI NAMCO Arts）
- Executive Supervisor：井上俊次（BANDAI NAMCO Arts）、矢田部行庸（HORIPRO INTERNATIONAL）
- Supecial Supporters：M-Smile members
- Special Thanks：ALL FANS、河口湖ステラシアター、居酒屋酔けん、河口湖ショッピングセンターBELL、ギャラリー&カフェ クルール、富士河口湖町坂本副町長、ファミリーマート船津登山道店、武骨うどん風林、フランスの食堂キャフェ・ドゥ・ブローニュ、ほうとう不動古屋千絵
- Perfomed by 茅原実里

### 2021年
2021年4月3日に年内一杯での歌手活動休止発表と合わせて、休止前最後の河口湖公演として開催を発表。開催前には前年に引き続き参加型企画「サマチャン制作宣伝部」企画を展開し、Twitterでのメッセージ募集に加え音声配信サービス「Voicy」内のハートカンパニーによるラジオ企画「音楽熱想」にて斎藤滋プロデューサーとバンドメンバー等によるトーク企画を展開し6月12日から配信を開始。6月25日には、イープラス「Streaming+」での有料ライブ配信の実施を発表。
7月19日には公開リハーサル・河口湖駅への出演者来訪・公演中の通路内歌唱の自粛や物販でのキャッシュレス決済のみの受付といった感染症対策、「We are stars!」の掛け声パートの事前録音音源の公募企画を発表。
富士急行では2年ぶりにコラボ企画としてコラボ電車の運行や、8000系フジサン特急を用いた富士急トラベルを介したツアー形式の臨時特別列車の運行、ネットショップ「富士急のりもの百貨店」での記念入場券セット販売を実施。
公演内では休止前最後の音楽活動として11月18日のミニアルバム「Re:Contact」発売や12月26日神奈川県民ホールでのラストライブ「Minori Chihara the Last Live 2021 ～Re:Contact～」の開催を発表。
ライブ2日目の模様は2021年12月22日発売のBD「Minori Chihara Live Re:Collection ～SUMMER CHAMPION 2021 & ORCHESTRA CONCERT 2020 Graceful bouquet～」に収録、河口湖公演本編の映像化はSUMMER CAMP 4以来9年ぶりとなる。
CMB
Keyboards：須藤賢一
Guitar：馬場一人
Drums：岩田ガンタ康彦
Bass：岩切信一郎
セットリスト
| #   | タイトル                                                  | 作詞 | 作曲・編曲 |
| --- | --------------------------------------------------------- | ---- | ---------- |
| 1.  | 「Tomorrow's chance」                                     |      |            |
| 2.  | 「Plumeria（8月7日）」 「夏を忘れたら（8月8日）」         |      |            |
| 3.  | 「純白サンクチュアリィ」                                  |      |            |
| 4.  | 「詩人の旅」                                              |      |            |
| 5.  | 「Lush march!!」                                          |      |            |
| 6.  | 「Love Blossom（ACOUSTIC）」                              |      |            |
| 7.  | 「Joyful Flower（ACOUSTIC）」                             |      |            |
| 8.  | 「あなたの声が聞きたくて（8月7日）」 「凛の花（8月8日）」 |      |            |
| 9.  | 「NEO FANTASIA」                                          |      |            |
| 10. | 「Hopeful "SOUL"」                                        |      |            |
| 11. | 「輪舞-revolution（8月7日）」 「TERMINATED（8月8日）」    |      |            |
| 12. | 「赤い棘のギルティ」                                      |      |            |
| 13. | 「Paradise Lost」                                         |      |            |
| 14. | 「美歌爛漫ノ宴ニテ」                                      |      |            |
| 15. | 「We are stars!」                                         |      |            |
| 16. | 「Sunshine Flower」(ENCORE)                               |      |            |
| 17. | 「Contact 13th」(ENCORE)                                  |      |            |
| 18. | 「Freedom Dreamer」(ENCORE)                               |      |            |
| 19. | 「purest note 〜あたたかい音」(W-ENCORE)                  |      |            |